# Thanatus fuscipes
Thanatus fuscipes là một loài nhện trong họ Philodromidae.
Loài này thuộc chi Thanatus. Thanatus fuscipes được J. Denis miêu tả năm 1937.